# Dżuryn (rzeka)
Dżuryn (ukr. Джурин) – rzeka na Ukrainie, lewy dopływ Dniestru. Przepływa przez ruiny Czerwonogrodu.
Długość rzeki wynosi 51 km, powierzchnia dorzecza 301 km². Swoje źródła ma w okolicy wsi Słobódka Dżuryńska. Na rzece wybudowano niewielką elektrownię wodną, a przy niej sztuczny wodospad o wysokości 16 m i szerokości 20 m.

## Źródła
- Географічна енциклопедія України: в 3-х томах / Редколегія: О. М. Маринич (відпов. ред.) та ін. — К.: «Українська радянська енциклопедія» імені М. П. Бажана, 1989.
- Каталог річок України. — Видавництво АН УРСР, Київ, 1957.